# インディアンコーヒー

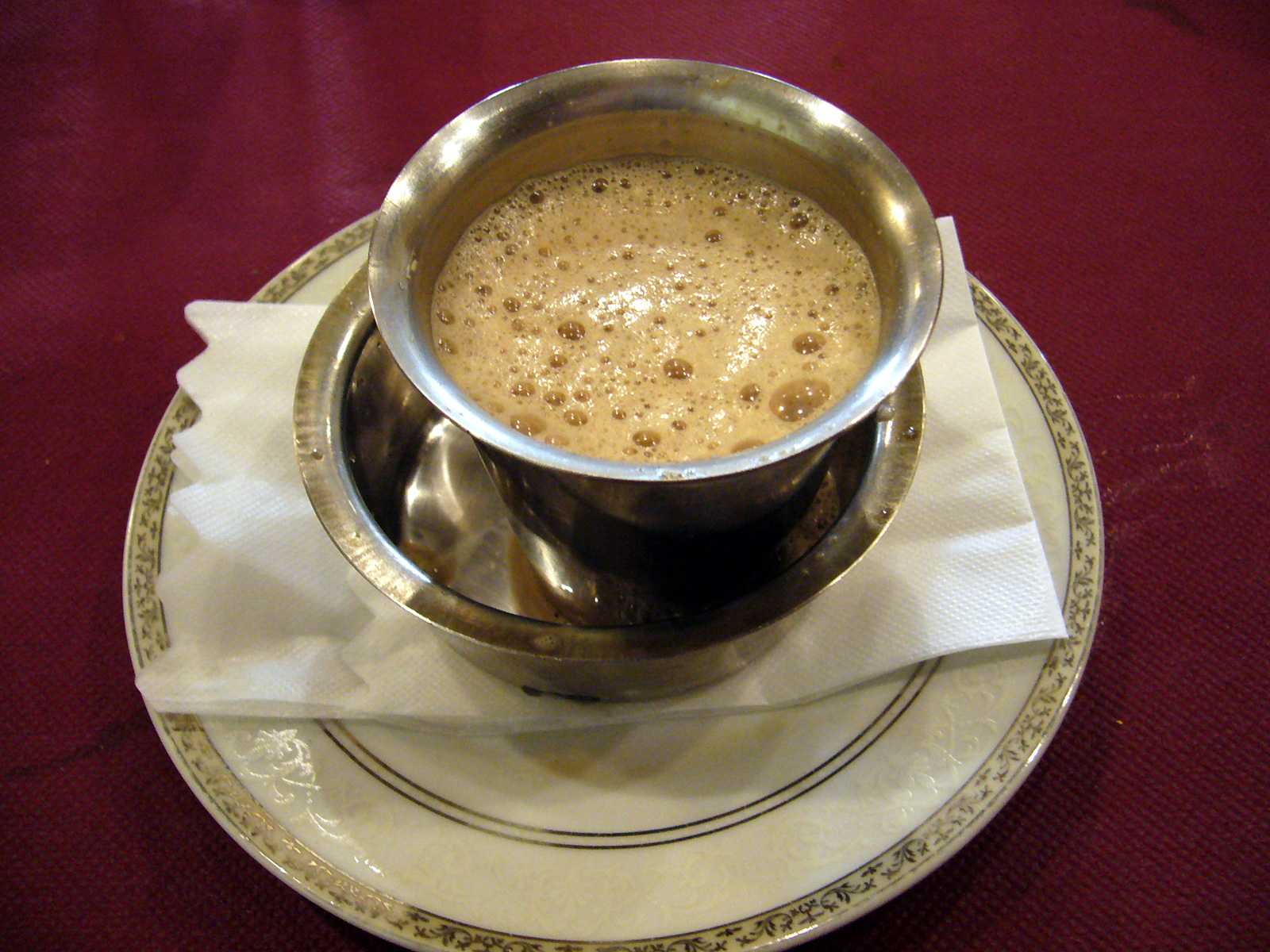
泡立てられたインディアンコーヒー。

インディアンコーヒー（英語：Indian coffee）とは、インドにおけるコーヒーの飲み方のスタイルの1つである。

## 概要
インドはコーヒーの生産地であるコーヒーベルトの一部であり、コーヒー生豆の総生産量は世界第9位（2021年）で、南インドの冷涼な山地で主に国内消費用に生産されている。インドの飲み物といえばチャイやラッシーが有名であるが、特に南インドにおいてはコーヒーが好まれる。
インディアンコーヒーはチャイと同様にミルクと砂糖を多く使って少量のコーヒーを飲む。特徴的なのはその淹れかたで、金属の器をふたつ使って高い位置から注ぐことを繰り返し、泡立てることでまろやかな風味を楽しむ。
また、シナモンやナツメグなどのスパイスを用いたマサラコーヒーもよく飲まれている。

## ギャラリー

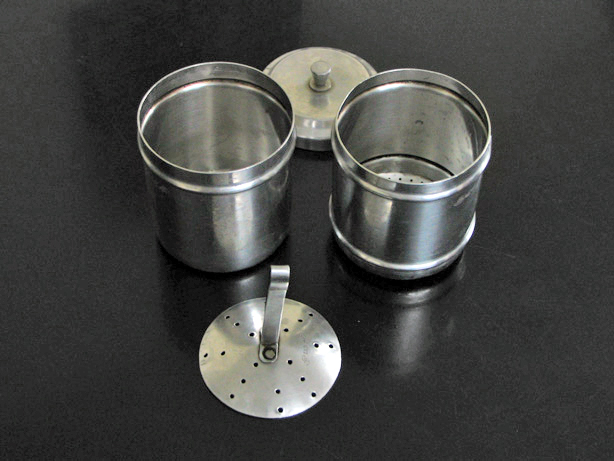
コーヒーフィルターを分解したところ。
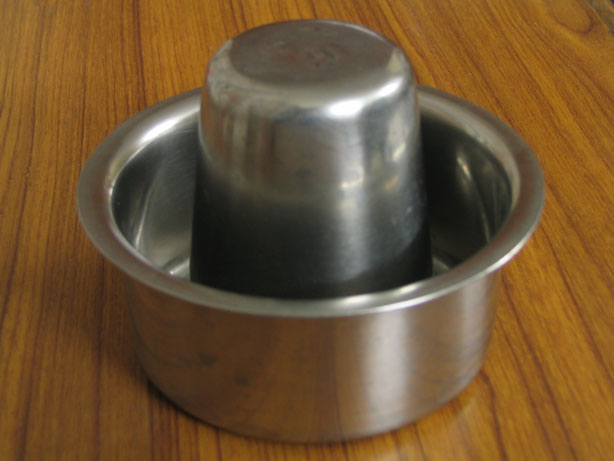
コーヒーを淹れる容器。
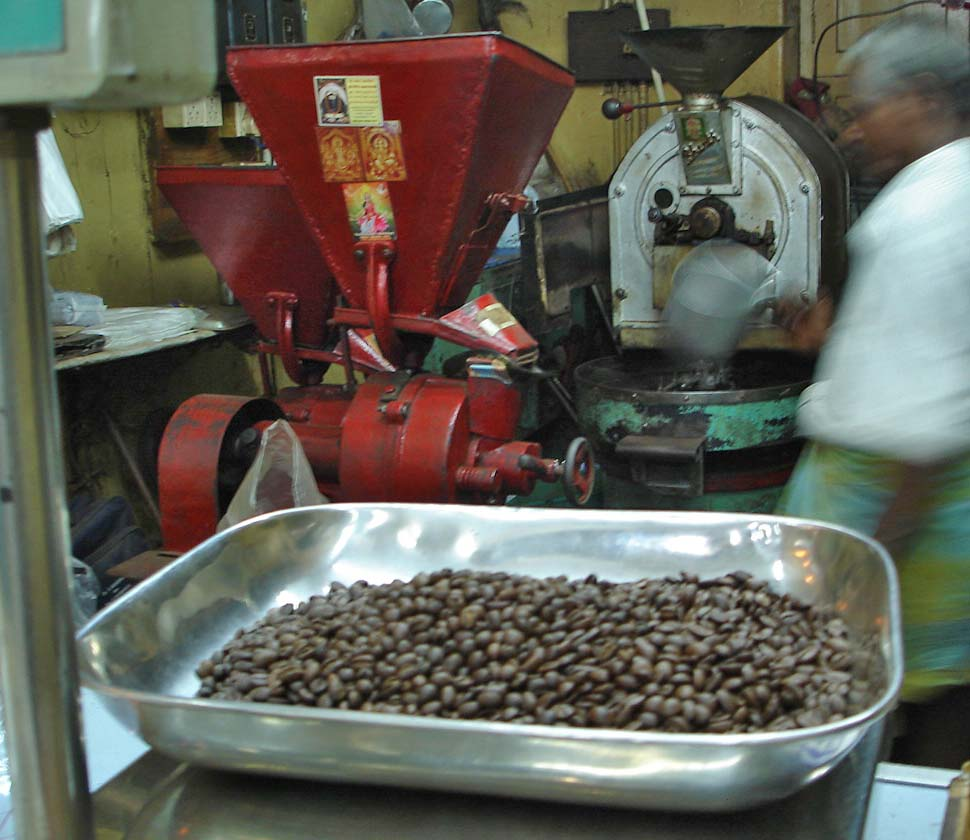
チェンナイのコーヒーショップ。